# Alberto Elli
Alberto Elli (Giussano, 9 de març de 1964) va ser un ciclista italià, que fou professional entre 1987 i 2002.
Durant la seva carrera esportiva aconseguí una vintena de victòries, destacant dues edicions de la Volta a Luxemburg (1996, 2000) i el Gran Premi del Midi Libre (1997).
Va prendre part en 11 edicions del Tour de França, finalitzant el setè el 1994. El 2000 va dur el mallot groc durant quatre etapes. Fins que en l'edició de 2009 Rinaldo Nocentini es vestí amb el mallot groc, Elli havia estat el darrer italià a vestir-lo.
Una vegada retirat com a ciclista passà a fer tasques de director esportiu de diferents equips com el Team Barloworld, el Kio Ene-Tonazzi, el Preti Mangimi, el D'Angelo & Antenucci-Nippo o l'Idea 2010 ASD.

## Palmarès
- 1986
  - 1r al Piccolo Giro de Llombardia
- 1992
  - 1r a la Hofbrau Cup i vencedor d'una etapa
  - 1r al Trofeo dello Scalatore i vencedor d'una prova
  - Vencedor d'una etapa de la Volta a Luxemburg
- 1993
  - 1r a la Milà-Vignola
  - 1r al Trofeu Matteotti
  - Vencedor d'una prova del Trofeo dello Scalatore
- 1994
  - 1r a la Boland Bank Tour
- 1995
  - 1r al Critèrium dels Abruzzos
  - Vencedor de 2 etapes de l'Euskal Bizikleta
- 1996
  - 1r a la Volta a Luxemburg i vencedor d'una etapa
  - 1r al Gran Premi de la vila de Camaiore
  - Vencedor d'una etapa de l'Euskal Bizikleta
- 1997
  - 1r al Gran Premi del Midi Libre
- 1998
  - 1r a la Volta a Múrcia i vencedor de 2 etapes
  - Vencedor d'una etapa de la Volta a Euskadi
- 2000
  - 1r a la Volta a Luxemburg
  - 1r al Gran Premi de Valònia
  - Vencedor d'una etapa de la Rapport Toer

### Resultats al Tour de França
- 1990. 72è de la classificació general
- 1991. 91è de la classificació general
- 1992. 28è de la classificació general
- 1993. 17è de la classificació general
- 1994. 7è de la classificació general
- 1995. 33è de la classificació general
- 1996. 15è de la classificació general
- 1997. 30è de la classificació general
- 1998. 29è de la classificació general
- 1999. 17è de la classificació general
- 2000. 84è de la classificació general.  Porta el mallot groc durant 4 etapes

### Resultats al Giro d'Itàlia
- 1987. 36è de la classificació general
- 1988. 86è de la classificació general
- 1989. Abandona (20a etapa)
- 1995. 30è de la classificació general
- 2001. 54è de la classificació general

### Resultats a la Volta a Espanya
- 2001. 39è de la classificació general